# Maison d'édition de bande dessinée
Une maison d'édition de bande dessinée est une maison d'édition spécialisée dans la bande dessinée. Le terme peut également désigner une collection ou un label au sein d'une maison d'édition généraliste.

### Documentation
- Thierry Bellefroid, Les Éditeurs de bande dessinée : Entretiens avec Thierry Bellefroid, Niffle, coll. « Profession », 2005.